# Marinai (romanzo)
Marinai è un romanzo del 1994 dell'autore italiano Giuseppe Pederiali.
Il contenuto è parzialmente autobiografico, dato che l'autore trascorse dieci anni della sua vita nella marina militare italiana.

## Trama
Il romanzo è diviso in diciannove capitoli, raggruppati in quattro parti: Maddalena, Incrociatore Raimondo Montecuccoli, Nave Rampino, Estate 1991.

### Maddalena
Vittorio Baraldi, sedicenne emiliano appena arruolatosi in Marina, si reca all'arcipelago di La Maddalena dove inizierà a frequentare le Scuole CEMM (Corpo Equipaggi Marina Militare). In quest'occasione conosce il suo coetaneo, Paolo detto Garaventa, che gli viene assegnato come vicino di cuccetta e del quale diventerà grande amico. Garaventa parla a Vittorio di una sua fantasticheria secondo la quale da un promontorio dell'isola di Caprera si vedrebbe l'Oceano Pacifico. Tuttavia, nel giorno di licenza in cui avevano programmato di fare la loro escursione, questa deve essere annullata perché Marina, la madre di Paolo, viene a far visita al figlio. Marina è una donna ancora attraente e fa colpo su Vittorio che inizia subito a desiderarla, benché ella sia accompagnata dal suo amante Ottavio. Anche Carlo Garin, compagno dei due ragazzi, nota l'avvenenza di Marina, e si mette a parlarne spudoratamente davanti a Garaventa, che per questo si azzuffa con lui nelle docce; ma Garin coi suoi seguaci lo aspetta al varco una sera di libera uscita per vendicarsi.

### IncrociatoreRaimondo Montecuccoli
Alla fine del corso, Vittorio e Garaventa sono assegnati alla sala caldaie dell'incrociatore Raimondo Montecuccoli, ormeggiato a La Spezia, dove abita Marina, che così può ricevere spesso le visite del figlio. Un giorno Vittorio va a trovarla da solo, poiché Garaventa è consegnato: la donna lo riceve ugualmente e ha con lui un rapporto sessuale.
Dopo un'esercitazione navale congiunta con unità francesi, inglesi e americane nel Golfo del Leone, l'incrociatore si trova in mezzo a una burrasca. Il capitano Zonza del Genio Navale, sceso nel vano caldaie con due cadetti dell'Accademia Navale di Livorno, ordina a Garaventa di mostrar loro come si controlla la salinità dell'acqua, ma questi si rifiuta perché ha appena effettuato l'operazione, e con la nave che rolla rischia di scottarsi. Paolo rischierebbe la prigione per insubordinazione, ma Vittorio s'intromette dichiarando che il suo compagno sta male e offrendosi di fare l'operazione in sua vece; l'ufficiale chiude lì la questione.
A Tolone, dove la nave ormeggia durante una crociera, Garaventa s'innamora di una giovane di nome Huguette che fa la cameriera in un bar frequentato da marinai. In quel periodo Vittorio si fa tatuare, da un ex marinaio inglese chiamato George Tattoo, un'oca su un'ancora, che nella sua idea rappresenterebbe le tradizioni di marineria d'acqua dolce della sua terra. Una sera, nel Bar Blanche, Garaventa affronta un uomo di colore vestito elegantemente che aveva richiesto le attenzioni di Huguette e riceve da lui una coltellata. Vittorio lo fa medicare da George Tattoo e il suo amico riesce così a celare la ferita ai suoi superiori.

### NaveRampino
Tornati a La Spezia, Vittorio e Paolo sono assegnati alla nave Rampino, un'ex baleniera. Vittorio propone a Marina di diventare la sua compagna di vita, lasciando Ottavio, ma la donna gli ride in faccia; profondamente offeso, cerca allora consolazione tra le braccia di una prostituta chiamata "la Negra". Garaventa ha uno scontro con capo macchine Antonio Vallora, che finisce a pugni; il ragazzo ha la peggio, ma dopo avere scoperto che ail suo opponente è stato sulla stessa nave scuola, tra i due nasce una forma di rispetto reciproco. Con altri due marinai, Garaventa incomincia a trafugare dalla nave dei lingotti di rame, che poi rivende; una notte viene colto sul fatto con un suo complice, ma riesce a fuggire e per diverso tempo non se ne sa più nulla. Vittorio spera che l'amico sia riuscito a fuggire, magari a rifarsi una vita con Huguette, invece il corpo viene ripescato senza vita ed è identificato da Marina.

### Estate 1991
Vittorio, ora uno scrittore di successo, viene invitato da Lino Pistoni, suo antico compagno di corso Lino Pistoni ad assistere alla cerimonia per il disarmo della Rampino a La Spezia. Per lui è l'occasione di rivedere dei luoghi della sua giovinezza. Si ferma la Bar Cirillo (ora ristorante) per rivedere la sua vecchia fiamma Anna, che però non lo riconosce; si reca poi alla casa di Marina Terenghi ma, giunto sulla soglia, non trova il coraggio di farsi vivo. Se ne va poi con sua moglie Ivana verso la Versilia, rispondendo evasivamente alla curiosità di lei.

## Personaggi
Vittorio Baraldi
Giovane nativo della bassa pianura emiliana, orfano di madre dall'età di dodici anni. In età adulta diventa uno scrittore. Attraverso i rapporti che intrattiene con Marina Terenghi gli sembra come di diventare il padre del suo intimo amico Garaventa.
Paolo Terenghi detto Garaventa
Ragazzo, figlio di padre ignoto e di madre giovanissima, biondo con occhi azzurri. All'età di undici anni è stato affidato alla Nave Scuola Redenzione Garaventa, dove ha passato cinque anni della sua vita.
Nicola Rinaudo
Ragazzo siciliano, figlio di un pescatore di Favignana.
Carlo Garin
Ragazzo di Trieste, compagno di Vittorio, nominato capo sezione per il suo andamento scolastico.
Conte Esposito
Ragazzo napoletano che millanta di appartenere ad una casata nobiliare per via del suo inconsueto nome di battesimo.
Capo Sanna
Macchinista nativo di Alghero. È il primo a parlare ai nuovi arruolati di come vanno le cose in Marina.
Marina Terenghi
Madre di Paolo, che ha affidato alla nave Garaventa per essere libera d'inseguire una carriera nel mondo dello spettacolo.
Ottavio
Amante di Marina, agiato commerciante spezzino.
Corazzata Andrea Doria
Attempata prostituta che esercita a La Spezia, così chiamata affettuosamente dai marinai.
Anna
Ragazza che serve al Bar Cirillo di La Spezia, che Vittorio corteggia per un certo tempo.
Zonza
Capitano del Genio Navale, temporaneamente imbarcato sul Montecuccoli.
Huguette Fittevant
Ragazza francese, nata a La Rochelle, che fa la cameriera al Bar Blance di Tolone, di cui Garaventa s'innamora.
George Tattoo
Ex marinaio inglese che gestisce una bottega di tatuaggi a Tolone.
Monsieur le noir
Negro elegante interessato a Huguette, per la quale ha uno scontro con Garaventa.
Antonio Vallora
Direttore di macchina della nave Rampino, alle cui dipendenze sono Vittorio e Garaventa.
La Negra
Prostituta napoletana che esercita a La Spezia, così chiamata per il colore scuro della carnagione e per i suoi capelli ricci.
Lino Pistoni
Antico compagno di Vittorio alle scuole CEMM. Nel 1991, col grado di capitano di fregata, è l'unico del suo corso ad essere ancora in servizio in marina.
Ivana
Moglie di Vittorio nel 1991.

## Critica
Al momento dell'uscita del romanzo, nel 1994, questo fu visto come il segno di un cambiamento nella narrativa di Pederiali, per l'assenza, nell'economia del racconto, di quegli elementi fantastici che ne avevano caratterizzato le opere in precedenza. In effetti, anche le opere successive furono più legate ad ambientazioni ed eventi della storia del Novecento; la dimensione fantastica è tuttavia presente in alcuni racconti fatti dai personaggi, come quello del ragazzo siciliano Nicola Rinaudo sui pesci parlanti.

## Edizioni
- Giuseppe Pederiali, Marinai, Milano, Garzanti, 1994, ISBN 88-17-66518-5.
- Giuseppe Pederiali, Marinai, collana Gli elefanti, Milano, Garzanti, 2003, ISBN 88-11-68562-1.